# Brazília az 1988. évi nyári olimpiai játékokon
Brazília a dél-koreai Szöulban megrendezett 1988. évi nyári olimpiai játékok egyik részt vevő nemzete volt. Az országot az olimpián 22 sportágban 109 sportoló képviselte, akik összesen 6 érmet szereztek.

## Érmesek
| Érem  | Versenyző | Sportág    | Versenyszám        |
| ----- | --- | ---------- | ------------------ |
| Arany | Aurélio Miguel | Cselgáncs  | Férfi félnehézsúly |
| Ezüst | Joaquim Cruz | Atlétika   | Férfi 800 m        |
| Ezüst | Nemzeti válogatott Cláudio Taffarel José Carlos Araújo Jorginho Luís Carlos Winck André Cruz João Santos Batista Ademir Mazinho Edmar Bernardes dos Santos Andrade Hamilton de Souza Milton de Souza Filho Geovani Silva Neto Sergio Donizete Bebeto Aloísio Romário | Labdarúgás | Férfi              |
| Bronz | Robson da Silva | Atlétika   | Férfi 200 m        |
| Bronz | Nelson Falcão Torben Grael | Vitorlázás | Csillaghajó        |
| Bronz | Clinio Freitas Lars Grael | Vitorlázás | Tornádó            |

## Asztalitenisz
Férfi
| Versenyző                 | Versenyszám | Csoportkör | Csoportkör | Nyolcaddöntő      | Negyeddöntő       | Elődöntő          | Döntő             | Helyezés |
| Versenyző                 | Versenyszám | Ellenfél Eredmény | Hely.      | Ellenfél Eredmény | Ellenfél Eredmény | Ellenfél Eredmény | Ellenfél Eredmény | Helyezés |
| ------------------------- | ----------- | --- | ---------- | ----------------- | ----------------- | ----------------- | ----------------- | -------- |
| Cláudio Kano              | Egyes       | F csoport · Huang Huj-csie (Huang Huei-Chieh) (TPE) · 0:3 · Farjad Saif (PAK) · 0:3 · Zoran Kalinić (YUG) · 2:3 · Raymundo Fermín (DOM) · 3:0 · Ashraf Helmy (EGY) · 3:1 · Erik Lindh (SWE) · 1:3 · Desmond Douglas (GBR) · 1:3 | 6.         | kiesett           | kiesett           | kiesett           | kiesett           | 41.      |
| Carlos Kawai              | Egyes       | A csoport · Klampár Tibor (HUN) · 0:3 · Jean-Philippe Gatien (FRA) · 1:3 · Alan Cooke (GBR) · 0:3 · Jean-Michel Saive (BEL) · 0:3 · Sean O’Neill (USA) · 1:3 · Lotfi Joudi (TUN) · 3:0 · Csiang Csia-liang (Jiang Jialiang) (CHN) · 0:3 | 7.         | kiesett           | kiesett           | kiesett           | kiesett           | 49.      |
| Carlos Kawai Cláudio Kano | Páros       | D csoport · Japán (JPN) · Szaitó Kijosi · Vatanabe Takehiro · 1:2 · Nigéria (NGR) · Fatai Adeyemo · Yomi Bankole · 1:2 · Hongkong (HKG) · Lou Chűn-szung (Lo Chuen Tsung) · Vong Vong Ju · 2:0 · Chile (CHI) · Jorge Gambra · Marcos Núñez · 2:0 · Dél-Korea (KOR) · An Dzsehjong (An Jae-Hyeong) · Ju Namgju (Yu Nam-Gyu) · 0:2 · Lengyelország (POL) · Andrzej Grubba · Leszek Kucharski · 1:2 · NSZK (FRG) · Jörg Roßkopf · Steffen Fetzner · 1:2 | 5.         |                   | kiesett           | kiesett           | kiesett           | 17.      |

## Atlétika
Férfi
| Versenyző             | Versenyszám     | Előfutam | Előfutam | Előfutam | Negyeddöntő | Negyeddöntő | Negyeddöntő | Elődöntő         | Elődöntő         | Elődöntő         | Döntő   | Döntő    |
| Versenyző             | Versenyszám     | Idő      | Hely.    | Össz.    | Idő         | Hely.       | Össz.       | Idő              | Hely.            | Össz.            | Idő     | Helyezés |
| --------------------- | --------------- | -------- | -------- | -------- | ----------- | ----------- | ----------- | ---------------- | ---------------- | ---------------- | ------- | -------- |
| Arnaldo da Silva      | 100 m           | 10,44    | 2.       | 20.**    | 10,25       | 2.          | 8.*         | 10,32            | 5.               | 9.               | kiesett | kiesett  |
| Jailto Bonfim         | 100 m           | 10,75    | 5.       | 63.*     | kiesett     | kiesett     | kiesett     | kiesett          | kiesett          | kiesett          | kiesett | kiesett  |
| Robson da Silva       | 100 m           | 10,37    | 1.       | 12.*     | 10,24       | 2.          | 7.          | 10,24            | 3.               | 6.*              | 10,11   | 5.*      |
| Robson da Silva       | 200 m           | 21,12    | 1.       | 27.      | 20,41       | 1.          | 1.          | 20,28            | 2.               | 3.               | 20,04   |          |
| Gérson de Souza       | 400 m           | 45,90    | 1.       | 7.       | 45,35       | 3.          | 16.         | 45,27            | 7.               | 12.              | kiesett | kiesett  |
| Sérgio de Menezes     | 400 m           | kizárták | kizárták | kizárták | kiesett     | kiesett     | kiesett     | kiesett          | kiesett          | kiesett          | kiesett | kiesett  |
| Agberto Guimarães     | 800 m           | 1:48,49  | 5.       | 24.      | kiesett     | kiesett     | kiesett     | kiesett          | kiesett          | kiesett          | kiesett | kiesett  |
| Joaquim Cruz          | 800 m           | 1:47,16  | 1.       | 8.*      | 1:46,10     | 1.          | 8.          | 1:44,75          | 2.               | 3.               | 1:43,90 |          |
| Joaquim Cruz          | 1500 m          | 3:40,92  | 7.       | 11.      |             |             |             | nem állt rajthoz | nem állt rajthoz | nem állt rajthoz | kiesett | kiesett  |
| José Luíz Barbosa     | 800 m           | 1:46,32  | 2.       | 2.       | 1:46,20     | 3.          | 9.          | 1:44,99          | 3.               | 7.               | 1:46,39 | 6.       |
| José Luíz Barbosa     | 1500 m          | 3:44,46  | 8.       | 33.      |             |             |             | kiesett          | kiesett          | kiesett          | kiesett | kiesett  |
| Diamantino dos Santos | Maraton         |          |          |          |             |             |             |                  |                  |                  | 2:25:13 | 48.      |
| Ivo Rodrígues         | Maraton         |          |          |          |             |             |             |                  |                  |                  | 2:26:27 | 56.      |
| Adauto Domingues      | 3000 m akadály  | 8:32,77  | 5.       | 6.       |             |             |             | 8:35,05          | 11.              | 21.              | kiesett | kiesett  |
| Marcelo Palma         | 20 km gyaloglás |          |          |          |             |             |             |                  |                  |                  | 1:31:42 | 45.      |

| Versenyző          | Versenyszám | Selejtező                     | Selejtező | Döntő    | Döntő    |
| Versenyző          | Versenyszám | Eredmény                      | Helyezés  | Eredmény | Helyezés |
| ------------------ | ----------- | ----------------------------- | --------- | -------- | -------- |
| Jorge da Silva     | Hármasugrás | 15,95 m (holtverseny) 15,63 m | 22.       | kiesett  | kiesett  |
| Abcélvio Rodrigues | Hármasugrás | 15,13 m (holtverseny) 14,77 m | 35.       | kiesett  | kiesett  |

Női
| Versenyző                                                              | Versenyszám     | Előfutam | Előfutam | Előfutam | Negyeddöntő | Negyeddöntő | Negyeddöntő | Elődöntő | Elődöntő | Elődöntő | Döntő   | Döntő    |
| Versenyző                                                              | Versenyszám     | Idő      | Hely.    | Össz.    | Idő         | Hely.       | Össz.       | Idő      | Hely.    | Össz.    | Idő     | Helyezés |
| ---------------------------------------------------------------------- | --------------- | -------- | -------- | -------- | ----------- | ----------- | ----------- | -------- | -------- | -------- | ------- | -------- |
| Maria Magnólia Figueiredo                                              | 200 m           | 23,71    | 2.       | 29.      | 23,67       | 6.          | 29.         | kiesett  | kiesett  | kiesett  | kiesett | kiesett  |
| Maria Magnólia Figueiredo                                              | 400 m           | 51,74    | 1.       | 1.       | 51,32       | 5.          | 7.          | kiesett  | kiesett  | kiesett  | kiesett | kiesett  |
| Soraya Telles                                                          | 800 m           | 2:02,48  | 3.       | 14.      |             |             |             | 2:01,86  | 6.       | 13.      | kiesett | kiesett  |
| Angélica de Almeida                                                    | Maraton         |          |          |          |             |             |             |          |          |          | 2:43:40 | 44.      |
| Tânia Miranda Suzete Montalvão Soraya Telles Maria Magnólia Figueiredo | 4 × 400 m váltó | 3:36,81  | 4.       | 11.      |             |             |             |          |          |          | kiesett | kiesett  |

* - egy másik versenyzővel azonos eredményt ért el

** - két másik versenyzővel azonos eredményt ért el

## Birkózás
Kötöttfogású
| Versenyző           | Versenyszám | Vigaszágas kiesés                                                                                  | Vigaszágas kiesés | Helyosztók        | Helyosztók        | Bronz- mérkőzés   | Döntő             | Helyezés    |
| Versenyző           | Versenyszám | Vigaszágas kiesés                                                                                  | Vigaszágas kiesés | 7. helyért        | 5. helyért        | Bronz- mérkőzés   | Döntő             | Helyezés    |
| Versenyző           | Versenyszám | Ellenfél Eredmény                                                                                  | Hely.             | Ellenfél Eredmény | Ellenfél Eredmény | Ellenfél Eredmény | Ellenfél Eredmény | Helyezés    |
| ------------------- | ----------- | -------------------------------------------------------------------------------------------------- | ----------------- | ----------------- | ----------------- | ----------------- | ----------------- | ----------- |
| Roberto Neves Filho | 90 kg       | A csoport · az 1. fordulóban erőnyerő · Franz Pitschmann (AUT) · 0–14 · Kamal Ibrahim (EGY) · 0–17 | 7.                | kiesett           | kiesett           | kiesett           | kiesett           | helyezetlen |
| Floriano Spiess     | 100 kg      | B csoport · Gáspár Tamás (HUN) · 0–15 · Ju Jongjol (Yu Yeong-Yeol) (KOR) · 2–18                    | 8.                | kiesett           | kiesett           | kiesett           | kiesett           | helyezetlen |

Szabadfogású
| Versenyző           | Versenyszám | Vigaszágas kiesés                                                                                      | Vigaszágas kiesés | Helyosztók        | Helyosztók        | Bronz- mérkőzés   | Döntő             | Helyezés    |
| Versenyző           | Versenyszám | Vigaszágas kiesés                                                                                      | Vigaszágas kiesés | 7. helyért        | 5. helyért        | Bronz- mérkőzés   | Döntő             | Helyezés    |
| Versenyző           | Versenyszám | Ellenfél Eredmény                                                                                      | Hely.             | Ellenfél Eredmény | Ellenfél Eredmény | Ellenfél Eredmény | Ellenfél Eredmény | Helyezés    |
| ------------------- | ----------- | --- | ----------------- | ----------------- | ----------------- | ----------------- | ----------------- | ----------- |
| Roberto Neves Filho | 90 kg       | B csoport · Hubert Bindels (BEL) · 6–10 · Zevegiin Düvchin (MGL) · 2–9                                 | 10.               | kiesett           | kiesett           | kiesett           | kiesett           | helyezetlen |
| Floriano Spiess     | 100 kg      | A csoport · Uwe Neupert (GDR) · kétvállas · Fred Solovi (WSM) · 11–7 · Leri Habelovi (URS) · kétvállas | 7.                | kiesett           | kiesett           | kiesett           | kiesett           | helyezetlen |

## Cselgáncs
| Versenyző           | Versenyszám  | Csoport | Selejtező                         | 32-es főtábla                            | Nyolcaddöntő                                         | Negyeddöntő                                 | Elődöntő                             | Vigaszág nyolcaddöntő | Vigaszág negyeddöntő                 | Vigaszág elődöntő | Bronz- mérkőzés   | Döntő                                  | Helyezés |
| Versenyző           | Versenyszám  | Csoport | Ellenfél Eredmény                 | Ellenfél Eredmény                        | Ellenfél Eredmény                                    | Ellenfél Eredmény                           | Ellenfél Eredmény                    | Ellenfél Eredmény     | Ellenfél Eredmény                    | Ellenfél Eredmény | Ellenfél Eredmény | Ellenfél Eredmény                      | Helyezés |
| ------------------- | ------------ | ------- | --------------------------------- | ---------------------------------------- | ---------------------------------------------------- | ------------------------------------------- | ------------------------------------ | --------------------- | ------------------------------------ | ----------------- | ----------------- | -------------------------------------- | -------- |
| Sérgio Pessoa       | Légsúly      | A       | erőnyerő                          | Gilles Pages (MON) · 1020–0000           | Kim Dzsejop (Kim Jae-Yeop) (KOR) · 0000–0000 (bírói) |                                             |                                      |                       | Amiran Totikasvili (URS) · 0000–1000 | kiesett           | kiesett           |                                        | 9.       |
| Ricardo Cardoso     | Harmatsúly   | B       | erőnyerő                          | Pavel Petřikov (TCH) · 0000–0002         | kiesett                                              | kiesett                                     | kiesett                              |                       |                                      |                   |                   |                                        | 20.      |
| Luiz Onmura         | Könnyűsúly   | A       | erőnyerő                          | Wiesław Błach (POL) · 0010–0000          | Kerrith Brown (GBR) · 0000–0000 (bírói)              | kiesett                                     | kiesett                              |                       |                                      |                   |                   |                                        | 13.      |
| Ezequiel Paraguassu | Váltósúly    | A       | Torsten Bréchôt (GDR) · 0003–1001 | kiesett                                  | kiesett                                              | kiesett                                     | kiesett                              |                       |                                      |                   |                   |                                        | 34.      |
| Wálter Carmona      | Középsúly    | B       | erőnyerő                          | West Iqiebor (NGR) · 0000 (bírói)–0000   | Ószako Akinobu (JPN) · 0000–0000 (bírói)             | kiesett                                     | kiesett                              |                       |                                      |                   |                   |                                        | 13.      |
| Aurélio Miguel      | Félnehézsúly | B       |                                   | Dennis Stewart (GBR) · 0000 (bírói)–0000 | Bjarni Friðriksson (ISL) · 0000 (bírói)–0000         | Juri Fazi (ITA) · 0000 (bírói)–0000         | Jiří Sosna (TCH) · 0000 (bírói)–0000 |                       |                                      |                   |                   | Marc Meiling (FRG) · 0000 (bírói)–0000 |          |
| Frederico Flexa     | Nehézsúly    | B       |                                   | Abderrahim Lahcinia (MAR) · 1001–0000    | Elvis Gordon (GBR) · 1000–0000                       | Grigorij Vericsev (URS) · 0000–0000 (bírói) | kiesett                              |                       |                                      |                   |                   |                                        | 11.      |

## Evezés
Férfi
| Versenyző                                                              | Versenyszám              | Előfutam | Előfutam | Vigaszág | Vigaszág | Elődöntő | Elődöntő | Döntő   | Döntő   | Döntő   | Helyezés    |
| Versenyző                                                              | Versenyszám              | Idő      | Hely.    | Idő      | Hely.    | Idő      | Hely.    | Típus   | Idő     | Hely.   | Helyezés    |
| ---------------------------------------------------------------------- | ------------------------ | -------- | -------- | -------- | -------- | -------- | -------- | ------- | ------- | ------- | ----------- |
| Dênis Marinho                                                          | Egypárevezős             | 7:48,33  | 5.       | 7:22,84  | 3.       | kiesett  | kiesett  | kiesett | kiesett | kiesett | helyezetlen |
| Ricardo de Carvalho Ronaldo de Carvalho                                | Kormányos nélküli kettes | 6:45,20  | 5.       | 7:01,00  | 3.       | 6:54,89  | 6.       | B       | 7:28,30 | 4.      | 10.         |
| Nilton Alonço Flávio de Melo Ángelo Rosso Neto                         | Kormányos kettes         | 7:27,68  | 5.       | 1:47,80  | 5.       | kiesett  | kiesett  | kiesett | kiesett | kiesett | helyezetlen |
| Marcos Arantes Fernando Fantoni Oswaldo Kuster Neto Waldemar Trombetta | Kormányos nélküli négyes | 6:29,61  | 4.       | 6:30,85  | 5.       | kiesett  | kiesett  | kiesett | kiesett | kiesett | helyezetlen |

## Íjászat
Férfi
| Versenyző            | Versenyszám | Selejtező | Selejtező | Nyolcaddöntő | Nyolcaddöntő | Negyeddöntő | Negyeddöntő | Elődöntő | Elődöntő | Döntő   | Döntő    |
| Versenyző            | Versenyszám | Pont      | Hely.     | Pont         | Hely.        | Pont        | Hely.       | Pont     | Hely.    | Pont    | Helyezés |
| -------------------- | ----------- | --------- | --------- | ------------ | ------------ | ----------- | ----------- | -------- | -------- | ------- | -------- |
| Emilio Dutra e Mello | Egyéni      | 1225      | 43.       | kiesett      | kiesett      | kiesett     | kiesett     | kiesett  | kiesett  | kiesett | kiesett  |
| Jorge Azevedo        | Egyéni      | 1191      | 62.       | kiesett      | kiesett      | kiesett     | kiesett     | kiesett  | kiesett  | kiesett | kiesett  |

## Kerékpározás

### Országúti kerékpározás
Férfi
| Versenyző                                                           | Versenyszám     | Idő                  | Helyezés |
| ------------------------------------------------------------------- | --------------- | -------------------- | -------- |
| Cássio Freitas                                                      | Mezőnyverseny   | 4:32:56 (+0:34)      | 20.      |
| Wanderley Magalhães                                                 | Mezőnyverseny   | 4:32:56 (+0:34)      | 63.      |
| Marcos Mazzaron                                                     | Mezőnyverseny   | 4:32:56 (+0:34)      | 66.      |
| Wanderley Magalhães César Daneliczen Cássio Freitas Marcos Mazzaron | Csapat időfutam | 2:07:11,7 (+09:24,0) | 18.      |

### Pálya-kerékpározás
Időfutam
| Név             | Versenyszám  | Idő      | Helyezés |
| --------------- | ------------ | -------- | -------- |
| Clóvis Anderson | Férfi egyéni | 1:06,282 | 10.      |

Üldözőversenyek
| Versenyző                                                    | Versenyszám  | Selejtező | Selejtező | Nyolcaddöntő | Nyolcaddöntő | Negyeddöntő  | Negyeddöntő | Elődöntő     | Elődöntő  | Döntő        | Döntő     | Helyezés |
| Versenyző                                                    | Versenyszám  | Idő       | Hely.     | Ellenfél Idő | Saját idő    | Ellenfél Idő | Saját idő   | Ellenfél Idő | Saját idő | Ellenfél Idő | Saját idő | Helyezés |
| ------------------------------------------------------------ | ------------ | --------- | --------- | ------------ | ------------ | ------------ | ----------- | ------------ | --------- | ------------ | --------- | -------- |
| Antônio Silvestre                                            | Férfi egyéni | 5:02,07   | 20.       | kiesett      | kiesett      | kiesett      | kiesett     | kiesett      | kiesett   | kiesett      | kiesett   | kiesett  |
| Clóvis Anderson Paulo Jamur Fernando Louro Antônio Silvestre | Férfi csapat | 4:38,21   | 19.       |              |              | kiesett      | kiesett     | kiesett      | kiesett   | kiesett      | kiesett   | kiesett  |

Pontverseny
| Név            | Versenyszám | Selejtező | Selejtező  | Selejtező | Döntő | Döntő      | Döntő    |
| Név            | Versenyszám | Pont      | Körhátrány | Hely.     | Pont  | Körhátrány | Helyezés |
| -------------- | ----------- | --------- | ---------- | --------- | ----- | ---------- | -------- |
| Fernando Louro | Férfi       | 10        | -1         | 12.       | 0     | -3         | 24.      |

## Kosárlabda

### Férfi
| Brazil férfi kosárlabdacsapat-játékoskeret                                                         | Brazil férfi kosárlabdacsapat-játékoskeret                                                                |
| -------------------------------------------------------------------------------------------------- | --- |
| - Paulo Villas Boas - Luiz Felipe Azevedo - Paulon da Silva - Rolando Ferreira - Guerrinha - Cadum | - Israel Machado - Marcel Ponikwar - Maury Ponikwar - Oscar Schmidt - João José Vianna - Gerson Victalino |

#### Eredmények
Csoportkör
B csoport
| Csapat                 | M | Gy | V | P+  | P–  | Pk   |
| ---------------------- | - | -- | - | --- | --- | ---- |
| Egyesült Államok (USA) | 5 | 5  | 0 | 485 | 302 | +183 |
| Spanyolország (ESP)    | 5 | 4  | 1 | 484 | 435 | +49  |
| Brazília (BRA)         | 5 | 3  | 2 | 590 | 522 | +68  |
| Kanada (CAN)           | 5 | 2  | 3 | 479 | 455 | +24  |
| Kína (CHN)             | 5 | 1  | 4 | 431 | 527 | –96  |
| Egyiptom (EGY)         | 5 | 0  | 5 | 338 | 566 | –228 |

| 1988. szeptember 17. | Brazília (BRA) | 125–109 | Kanada (CAN) |  |
| 1988. szeptember 17. | (56–45)        |         |              |  |

| 1988. szeptember 20. | Brazília (BRA) | 130–108 | Kína (CHN) |  |
| 1988. szeptember 20. | (72–61)        |         |            |  |

| 1988. szeptember 21. | Brazília (BRA) | 87–102 | Egyesült Államok (USA) |  |
| 1988. szeptember 21. | (55–63)        |        |                        |  |

| 1988. szeptember 23. | Brazília (BRA) | 138–85 | Egyiptom (EGY) |  |
| 1988. szeptember 23. | (66–38)        |        |                |  |

| 1988. szeptember 24. | Brazília (BRA) | 110–118 | Spanyolország (ESP) |  |
| 1988. szeptember 24. | (57–61)        |         |                     |  |

Negyeddöntő
| 1988. szeptember 26. | Szovjetunió (URS) | 110–105 | Brazília (BRA) |  |
| 1988. szeptember 26. | (53–58)           |         |                |  |

Az 5–8. helyért
| 1988. szeptember 28. | Brazília (BRA) | 104–86 | Puerto Rico (PUR) |  |
| 1988. szeptember 28. | (51–39)        |        |                   |  |

Az 5. helyért
| 1988. szeptember 30. | Brazília (BRA) | 106–90 | Kanada (CAN) |  |
| 1988. szeptember 30. | (43–39)        |        |              |  |

| Csapat         | Helyezés |
| -------------- | -------- |
| Brazília (BRA) | 5.       |

## Labdarúgás
| Brazil férfi labdarúgócsapat-játékoskeret | Brazil férfi labdarúgócsapat-játékoskeret                                                                                   |
| --- | --- |
| - Cláudio Taffarel - José Carlos Araújo - Jorginho - Luís Carlos Winck - André Cruz - João Santos Batista - Ademir - Mazinho - Edmar Bernardes dos Santos | - Andrade - Hamilton de Souza - Milton de Souza Filho - Geovani Silva - Neto - Sergio Donizete - Bebeto - Aloísio - Romário |

### Eredmények
Csoportkör
D csoport
| Csapat            | M | Gy | D | V | Rg | Kg | Gk | P |
| ----------------- | - | -- | - | - | -- | -- | -- | - |
| Brazília (BRA)    | 3 | 3  | 0 | 0 | 9  | 1  | +8 | 6 |
| Ausztrália (AUS)  | 3 | 2  | 0 | 1 | 2  | 3  | –1 | 4 |
| Jugoszlávia (YUG) | 3 | 1  | 0 | 2 | 4  | 4  | 0  | 2 |
| Nigéria (NGR)     | 3 | 0  | 0 | 3 | 1  | 8  | –7 | 0 |

| 1988. szeptember 18. 19:00 (UTC+9) |

| Brazília (BRA)                       | 4–0               | Nigéria (NGR) |
| ------------------------------------ | ----------------- | ------------- |
| Edmar 59' Romário 74' 84' Bebeto 86' | (0–0) Jegyzőkönyv |               |

| Hanbat Stadium, Daejeon Nézőszám: 29 512 Játékvezető: Vincent Mauro (amerikai) |

| 1988. szeptember 20. 19:00 (UTC+9) |

| Ausztrália (AUS) | 0–3               | Brazília (BRA)      |
| ---------------- | ----------------- | ------------------- |
|                  | (0–1) Jegyzőkönyv | Romário 20' 57' 61' |

| Dongdaemun Stadium, Szöul Nézőszám: 15 000 Játékvezető: Karl-Heinz Tritschler (nyugatnémet) |

| 1988. szeptember 22. 19:00 (UTC+9) |

| Jugoszlávia (YUG) | 1–2               | Brazília (BRA)            |
| ----------------- | ----------------- | ------------------------- |
| Šabanadžović 69'  | (0–1) Jegyzőkönyv | André Cruz 25' Bebeto 56' |

| Hanbat Stadium, Daejeon Nézőszám: 31 200 Játékvezető: Aleksej Spirin (szovjet) |

Negyeddöntő
| 1988. szeptember 25. 19:00 (UTC+9) |

| Brazília (BRA) | 1–0               | Argentína (ARG) |
| -------------- | ----------------- | --------------- |
| Geovani 76'    | (0–0) Jegyzőkönyv |                 |

| Dongdaemun Stadium, Szöul Nézőszám: 21 800 Játékvezető: Kurt Röthlisberger (svájci) |

Elődöntő
| 1988. szeptember 27. 20:00 (UTC+9) |

| Brazília (BRA) | 1–1 (h. u.)                 | NSZK (FRG) |
| -------------- | --------------------------- | ---------- |
| Romário 50'    | (0–0, 1–1, 1–1) Jegyzőkönyv | Fach 79'   |
| Büntetőpárbaj  |                             |            |
|                | 3–2                         |            |

| Olimpiai Stadion, Szöul Nézőszám: 65 000 Játékvezető: Keith Hackett (angol) |

Döntő
| 1988. október 1. 19:00 (UTC+9) |

| Szovjetunió (URS)                           | 2–1 (h. u.)                 | Brazília (BRA) |
| ------------------------------------------- | --------------------------- | -------------- |
| Dobrovolszkij 60' (11-esből) Szavicsev 103' | (0–1, 1–1, 2–1) Jegyzőkönyv | Romário 29'    |

| Olimpiai Stadion, Szöul Nézőszám: 74 000 Játékvezető: Gérard Biguet (francia) |

| Csapat         | Helyezés |
| -------------- | -------- |
| Brazília (BRA) |          |

## Lovaglás
Díjugratás
| Versenyző                                                            | Ló           | Versenyszám | Selejtező | Selejtező     | Selejtező     | Selejtező     | Döntő   | Döntő   | Döntő   | Döntő   | Döntő    |
| Versenyző                                                            | Ló           | Versenyszám | 1. kör    | 2. kör        | Össz.         | Össz.         | 1. kör  | 1. kör  | 2. kör  | Össz.   | Össz.    |
| Versenyző                                                            | Ló           | Versenyszám | Pont      | Pont          | Pont          | Hely.         | Pont    | Hely.   | Pont    | Pont    | Helyezés |
| -------------------------------------------------------------------- | ------------ | ----------- | --------- | ------------- | ------------- | ------------- | ------- | ------- | ------- | ------- | -------- |
| Vitor Teixeira                                                       | Going        | Egyéni      | 46,00     | 67,50         | 113,50        | 16.           | 8,75    | 24.     | kiesett | kiesett | kiesett  |
| André Johannpeter                                                    | Heartbreaker | Egyéni      | 29,00     | 39,00         | 68,00         | 38.           | 9,50    | 25.     | kiesett | kiesett | kiesett  |
| Paulo Stewart                                                        | Platon       | Egyéni      | 27,50     | nem ért célba | nem ért célba | nem ért célba | kiesett | kiesett | kiesett | kiesett | kiesett  |
| Christina Johannpeter                                                | Societé      | Egyéni      | 6,00      | nem ért célba | nem ért célba | nem ért célba | kiesett | kiesett | kiesett | kiesett | kiesett  |
| André Johannpeter Christina Johannpeter Vitor Teixeira Paulo Stewart | lásd fentebb | Csapat      |           |               |               |               | 40,00   | 10.     | 35,00   | 75,00   | 8.       |

## Műugrás
Női
| Versenyző      | Versenyszám    | Selejtező | Selejtező | Döntő   | Döntő    |
| Versenyző      | Versenyszám    | Pont      | Helyezés  | Pont    | Helyezés |
| -------------- | -------------- | --------- | --------- | ------- | -------- |
| Angela Ribeiro | Egyéni műugrás | 396,51    | 19.       | kiesett | kiesett  |

## Ökölvívás
| Versenyző          | Versenyszám   | Selejtező                       | 32-es főtábla                 | Nyolcaddöntő          | Negyeddöntő       | Elődöntő          | Döntő             | Helyezés |
| Versenyző          | Versenyszám   | Ellenfél Eredmény               | Ellenfél Eredmény             | Ellenfél Eredmény     | Ellenfél Eredmény | Ellenfél Eredmény | Ellenfél Eredmény | Helyezés |
| ------------------ | ------------- | ------------------------------- | ----------------------------- | --------------------- | ----------------- | ----------------- | ----------------- | -------- |
| Joilson Santana    | Harmatsúly    | Phetsmone Sonnavanh (LAO) · 5:0 | Slimane Zengli (ALG) · 0:5    | kiesett               | kiesett           | kiesett           | kiesett           | 17.      |
| Wanderley Oliveira | Váltósúly     | Dimus Chisala (ZAM) · RSC       | kiesett                       | kiesett               | kiesett           | kiesett           | kiesett           | 33.      |
| Peter Silva        | Nagyváltósúly | erőnyerő                        | Charles Mahlalela (SWZ) · 5:0 | Rey Rivera (PUR) · KO | kiesett           | kiesett           | kiesett           | 9.       |

RSC – a mérkőzésvezető megállította a mérkőzést

## Röplabda

### Férfi
| Brazil férfi röplabdacsapat-játékoskeret                                                              | Brazil férfi röplabdacsapat-játékoskeret                                                                                   |
| --- | --- |
| - Mauricio Lima - Wagne Rocha - Paulo Rose - José Montanaro Junior - Paulo da Silva - Renan dal Zotto | - Willian da Silva - Amauri Ribeiro - Antonio Gouveia - Domingos Lampariello Neto - Leonidio de Pra Filho - André Ferreira |

#### Eredmények
Csoportkör
A csoport
|                   |      | Mérkőzések | Mérkőzések | Szettek | Szettek | Szettek | Pontok | Pontok | Pontok |
| Csapat            | Pont | Gy         | V          | Sz+     | Sz–     | SzA     | P+     | P–     | PA     |
| ----------------- | ---- | ---------- | ---------- | ------- | ------- | ------- | ------ | ------ | ------ |
| Szovjetunió (URS) | 9    | 4          | 1          | 14      | 4       | 3,500   | 248    | 190    | 1,305  |
| Brazília (BRA)    | 9    | 4          | 1          | 14      | 7       | 2,000   | 296    | 225    | 1,316  |
| Svédország (SWE)  | 7    | 2          | 3          | 9       | 11      | 0,818   | 220    | 262    | 0,840  |
| Bulgária (BUL)    | 7    | 2          | 3          | 7       | 9       | 0,778   | 190    | 194    | 0,979  |
| Olaszország (ITA) | 7    | 2          | 3          | 7       | 11      | 0,636   | 203    | 222    | 0,914  |
| Dél-Korea (KOR)   | 6    | 1          | 4          | 5       | 14      | 0,357   | 200    | 264    | 0,758  |

| 1988. szeptember 18. | Olaszország (ITA)   | 0–3 | Brazília (BRA) |  |
| 1988. szeptember 18. | (7–15, 4–15, 15–17) |     |                |  |

| 1988. szeptember 19. | Brazília (BRA)                    | 2–3 | Dél-Korea (KOR) |  |
| 1988. szeptember 19. | (17–19, 8–15, 15–6, 15–11, 12–15) |     |                 |  |

| 1988. szeptember 22. | Brazília (BRA)              | 3–1 | Bulgária (BUL) |  |
| 1988. szeptember 22. | (13–15, 15–6, 15–12, 15–12) |     |                |  |

| 1988. szeptember 24. | Svédország (SWE)           | 1–3 | Brazília (BRA) |  |
| 1988. szeptember 24. | (6–15, 15–13, 0–15, 12–15) |     |                |  |

| 1988. szeptember 26. | Szovjetunió (URS)                | 2–3 | Brazília (BRA) |  |
| 1988. szeptember 26. | (15–12, 15–9, 8–15, 11–15, 6–15) |     |                |  |

Elődöntő
| 1988. szeptember 30. 9:45 | Brazília (BRA)      | 0–3 | Egyesült Államok (USA) |  |
| 1988. szeptember 30. 9:45 | (3–15, 5–15, 11–15) |     |                        |  |

Bronzmérkőzés
| 1988. október 2. 9:45 | Argentína (ARG)                   | 3–2 | Brazília (BRA) |  |
| 1988. október 2. 9:45 | (15–10, 15–17, 15–8, 12–15, 15–9) |     |                |  |

| Csapat         | Helyezés |
| -------------- | -------- |
| Brazília (BRA) | 4.       |

### Női
| Brazil női röplabdacsapat-játékoskeret                                                        | Brazil női röplabdacsapat-játékoskeret                                                                     |
| --------------------------------------------------------------------------------------------- | --- |
| - Kerly Santos - Ana Beatriz Moser - Vera Mossa - Eliani Costa - Ana Richa - Dora Castanheira | - Ana Claudia Ramos - Marcia Cunha - Ana Lucia Barros - Sandra Suruagy - Fernanda Venturini - Simone Storm |

#### Eredmények
Csoportkör
B csoport
|                        |      | Mérkőzések | Mérkőzések | Szettek | Szettek | Szettek | Pontok | Pontok | Pontok |
| Csapat                 | Pont | Gy         | V          | Sz+     | Sz–     | SzA     | P+     | P–     | PA     |
| ---------------------- | ---- | ---------- | ---------- | ------- | ------- | ------- | ------ | ------ | ------ |
| Peru (PER)             | 6    | 3          | 0          | 9       | 4       | 2,250   | 177    | 142    | 1,246  |
| Kína (CHN)             | 5    | 2          | 1          | 8       | 4       | 2,000   | 161    | 132    | 1,220  |
| Egyesült Államok (USA) | 4    | 1          | 2          | 5       | 8       | 0,625   | 140    | 167    | 0,838  |
| Brazília (BRA)         | 3    | 0          | 3          | 3       | 9       | 0,333   | 126    | 163    | 0,773  |

| 1988. szeptember 20. | Kína (CHN)         | 3–0 | Egyesült Államok (USA) |  |
| 1988. szeptember 20. | (15–9, 15–5, 15–7) |     |                        |  |

| 1988. szeptember 20. | Peru (PER)           | 3–0 | Brazília (BRA) |  |
| 1988. szeptember 20. | (15–11, 15–11, 15–3) |     |                |  |

| 1988. szeptember 23. | Brazília (BRA)                    | 2–3 | Egyesült Államok (USA) |  |
| 1988. szeptember 23. | (16–14, 5–15, 13–15, 15–12, 7–15) |     |                        |  |

| 1988. szeptember 23. | Kína (CHN)                         | 2–3 | Peru (PER) |  |
| 1988. szeptember 23. | (15–13, 13–15, 15–7, 12–15, 14–16) |     |            |  |

| 1988. szeptember 25. | Kína (CHN)                 | 3–1 | Brazília (BRA) |  |
| 1988. szeptember 25. | (2–15, 15–7, 15–12, 15–11) |     |                |  |

| 1988. szeptember 25. | Peru (PER)                      | 3–2 | Egyesült Államok (USA) |  |
| 1988. szeptember 25. | (12–15, 9–15, 15–4, 15–5, 15–9) |     |                        |  |

Az 5–8. helyért
| 1988. szeptember 27. 12:00 | Dél-Korea (KOR)                  | 2–3 | Brazília (BRA) |  |
| 1988. szeptember 27. 12:00 | (6–15, 17–15, 15–8, 4–15, 15–17) |     |                |  |

Az 5. helyért
| 1988. szeptember 29. 12:00 | Brazília (BRA)             | 1–3 | NDK (GDR) |  |
| 1988. szeptember 29. 12:00 | (9–15, 4–15, 15–11, 11–15) |     |           |  |

| Csapat         | Helyezés |
| -------------- | -------- |
| Brazília (BRA) | 6.       |

## Sportlövészet
Férfi
| Versenyző     | Versenyszám          | Selejtező | Selejtező | Döntő   | Döntő    |
| Versenyző     | Versenyszám          | Pont      | Helyezés  | Pont    | Helyezés |
| ------------- | -------------------- | --------- | --------- | ------- | -------- |
| Delival Nobre | Gyorstüzelő pisztoly | 586       | 24.       | kiesett | kiesett  |

Női
| Versenyző                    | Versenyszám   | Selejtező | Selejtező | Döntő   | Döntő    |
| Versenyző                    | Versenyszám   | Pont      | Helyezés  | Pont    | Helyezés |
| ---------------------------- | ------------- | --------- | --------- | ------- | -------- |
| Maria Amaral                 | Légpisztoly   | 369       | 31.       | kiesett | kiesett  |
| Maria Amaral                 | Sportpisztoly | 579       | 22.       | kiesett | kiesett  |
| Tânia Mara Fassoni-Giansante | Sportpisztoly | 569       | 32.       | kiesett | kiesett  |
| Tânia Mara Fassoni-Giansante | Légpisztoly   | 372       | 27.       | kiesett | kiesett  |

Nyílt
| Versenyző      | Versenyszám | Selejtező | Selejtező | Döntő   | Döntő    |
| Versenyző      | Versenyszám | Pont      | Helyezés  | Pont    | Helyezés |
| -------------- | ----------- | --------- | --------- | ------- | -------- |
| Rodrigo Bastos | Trap        | 137       | 40.       | kiesett | kiesett  |

## Súlyemelés
| Versenyző      | Versenyszám | Szakítás | Szakítás | Lökés    | Lökés    | Összesen | Helyezés |
| Versenyző      | Versenyszám | Eredmény | Helyezés | Eredmény | Helyezés | Összesen | Helyezés |
| -------------- | ----------- | -------- | -------- | -------- | -------- | -------- | -------- |
| Edvaldo Santos | 67,5 kg     | 120,0    | 17.      | 140,0    | 17.      | 260,0    | 17.      |
| Emilson Dantas | 90 kg       | 135,0    | 19.      | 165,0    | 21.      | 300,0    | 21.      |

## Szinkronúszás
| Versenyző                | Versenyszám | Selejtező           | Selejtező           | Selejtező       | Selejtező  | Selejtező  | Döntő           | Döntő      | Döntő      |
| Versenyző                | Versenyszám | Technikai gyakorlat | Technikai gyakorlat | Zenés gyakorlat | Összesítés | Összesítés | Zenés gyakorlat | Összesítés | Összesítés |
| Versenyző                | Versenyszám | Pont                | Hely.               | Pont            | Pont       | Hely.      | Pont            | Pont       | Helyezés   |
| ------------------------ | ----------- | ------------------- | ------------------- | --------------- | ---------- | ---------- | --------------- | ---------- | ---------- |
| Paula Carvalho           | Egyéni      | 82,517              | 30.                 | 83,80           | 166,317    | 15.        | kiesett         | kiesett    | kiesett    |
| Érika MacDavid           | Egyéni      | 84,733              | 21.*                | kiesett         | kiesett    | kiesett    | kiesett         | kiesett    | kiesett    |
| Eva Riera                | Egyéni      | 82,117              | 31.                 | kiesett         | kiesett    | kiesett    | kiesett         | kiesett    | kiesett    |
| Érika MacDavid Eva Riera | Páros       | 83,425              | 10.                 | 87,60           | 171,025    | 12.        | kiesett         | kiesett    | kiesett    |

* - egy másik versenyzővel azonos eredményt ért el

## Tenisz
Férfi
| Versenyző                  | Versenyszám | 64-es főtábla                               | 32-es főtábla                                                         | Nyolcaddöntő                                                          | Negyeddöntő       | Elődöntő          | Döntő             | Helyezés |
| Versenyző                  | Versenyszám | Ellenfél Eredmény                           | Ellenfél Eredmény                                                     | Ellenfél Eredmény                                                     | Ellenfél Eredmény | Ellenfél Eredmény | Ellenfél Eredmény | Helyezés |
| -------------------------- | ----------- | ------------------------------------------- | --------------------------------------------------------------------- | --------------------------------------------------------------------- | ----------------- | ----------------- | ----------------- | -------- |
| Luiz Mattar                | Egyes       | Wally Masur (AUS) · 4–6, 4–6, 6–4, 7–6, 4–6 | kiesett                                                               | kiesett                                                               | kiesett           | kiesett           | kiesett           | 33.      |
| Luiz Mattar Ricardo Acioly | Páros       |                                             | Japán (JPN) · Macuoka Súzó · Cucsihasi Tosihisza · 4–6, 6–4, 6–2, 6–2 | Franciaország (FRA) · Guy Forget · Henri Leconte · 6–4, 5–7, 4–6, 1–6 | kiesett           | kiesett           | kiesett           | 9.       |

Női
| Versenyző   | Versenyszám | 64-es főtábla                 | 32-es főtábla                     | Nyolcaddöntő      | Negyeddöntő       | Elődöntő          | Döntő             | Helyezés |
| Versenyző   | Versenyszám | Ellenfél Eredmény             | Ellenfél Eredmény                 | Ellenfél Eredmény | Ellenfél Eredmény | Ellenfél Eredmény | Ellenfél Eredmény | Helyezés |
| ----------- | ----------- | ----------------------------- | --------------------------------- | ----------------- | ----------------- | ----------------- | ----------------- | -------- |
| Gisele Miró | Egyes       | Helen Kelesi (CAN) · 7–5, 7–5 | Katerina Maleeva (BUL) · 5–7, 1–6 | kiesett           | kiesett           | kiesett           | kiesett           | 17.      |

## Torna
Férfi
| Versenyző | Versenyszám      | Selejtező | Selejtező | Döntő    | Döntő    |
| Versenyző | Versenyszám      | Pontszám  | Helyezés  | Pontszám | Helyezés |
| --------- | ---------------- | --------- | --------- | -------- | -------- |
| Gil Pinto | Talaj            | 19,00     | 68.       | kiesett  | kiesett  |
| Gil Pinto | Ugrás            | 18,70     | 83.       | kiesett  | kiesett  |
| Gil Pinto | Korlát           | 17,80     | 88.       | kiesett  | kiesett  |
| Gil Pinto | Nyújtó           | 18,75     | 70.       | kiesett  | kiesett  |
| Gil Pinto | Gyűrű            | 18,10     | 86.       | kiesett  | kiesett  |
| Gil Pinto | Lólengés         | 17,55     | 86.       | kiesett  | kiesett  |
| Gil Pinto | Egyéni összetett | 109,90    | 84.       | kiesett  | kiesett  |

Női
| Versenyző     | Versenyszám      | Selejtező | Selejtező | Döntő    | Döntő    |
| Versenyző     | Versenyszám      | Pontszám  | Helyezés  | Pontszám | Helyezés |
| ------------- | ---------------- | --------- | --------- | -------- | -------- |
| Luísa Ribeiro | Talaj            | 19,050    | 57.       | kiesett  | kiesett  |
| Luísa Ribeiro | Ugrás            | 19,075    | 55.       | kiesett  | kiesett  |
| Luísa Ribeiro | Felemás korlát   | 19,325    | 44.       | kiesett  | kiesett  |
| Luísa Ribeiro | Gerenda          | 19,200    | 34.       | kiesett  | kiesett  |
| Luísa Ribeiro | Egyéni összetett | 76,650    | 51.       | 75,750   | 35.      |

## Úszás
Férfi
| Versenyző                                                      | Versenyszám            | Előfutam | Előfutam | Előfutam | Döntő   | Döntő   | Döntő   | Helyezés |
| Versenyző                                                      | Versenyszám            | Idő      | Hely.    | Össz.    | Típus   | Idő     | Hely.   | Helyezés |
| -------------------------------------------------------------- | ---------------------- | -------- | -------- | -------- | ------- | ------- | ------- | -------- |
| José Moreira                                                   | 50 m gyors             | 24,26    | 8.       | 33.*     | kiesett | kiesett | kiesett | kiesett  |
| Jorge Fernandes                                                | 50 m gyors             | 24,40    | 4.       | 37.      | kiesett | kiesett | kiesett | kiesett  |
| Jorge Fernandes                                                | 100 m gyors            | 52,23    | 2.       | 33.      | kiesett | kiesett | kiesett | kiesett  |
| Emanuel Fortes                                                 | 100 m gyors            | 52,41    | 5.       | 37.      | kiesett | kiesett | kiesett | kiesett  |
| Emanuel Fortes                                                 | 200 m pillangó         | 2:09,40  | 1.       | 36.      | kiesett | kiesett | kiesett | kiesett  |
| Renato Ramalho                                                 | 400 m vegyes           | 4:31,95  | 4.       | 24.      | kiesett | kiesett | kiesett | kiesett  |
| Renato Ramalho                                                 | 200 m vegyes           | 2:10,32  | 6.       | 29.      | kiesett | kiesett | kiesett | kiesett  |
| Júlio López                                                    | 200 m vegyes           | 2:09,62  | 1.       | 26.      | kiesett | kiesett | kiesett | kiesett  |
| Júlio López                                                    | 200 m gyors            | 1:53,16  | 5.       | 30.      | kiesett | kiesett | kiesett | kiesett  |
| Cristiano Michelena                                            | 200 m gyors            | 1:52,34  | 7.       | 23.      | kiesett | kiesett | kiesett | kiesett  |
| Cristiano Michelena                                            | 400 m gyors            | 3:57,79  | 7.       | 23.      | kiesett | kiesett | kiesett | kiesett  |
| Cristiano Michelena                                            | 1500 m gyors           | 15:50,50 | 3.       | 26.      | kiesett | kiesett | kiesett | kiesett  |
| David Castro                                                   | 1500 m gyors           | 15:57,89 | 8.       | 32.      | kiesett | kiesett | kiesett | kiesett  |
| David Castro                                                   | 400 m gyors            | 4:02,48  | 2.       | 33.      | kiesett | kiesett | kiesett | kiesett  |
| Rogério Romero                                                 | 200 m hát              | 2:02,26  | 2.       | 8.       | A       | 2:02,28 | 8.      | 8.       |
| Rogério Romero                                                 | 100 m hát              | 57,91    | 6.       | 20.      | kiesett | kiesett | kiesett | kiesett  |
| Wladimir Ribeiro                                               | 100 m hát              | 59,76    | 8.       | 38.      | kiesett | kiesett | kiesett | kiesett  |
| Wladimir Ribeiro                                               | 200 m hát              | 2:11,48  | 4.       | 33.      | kiesett | kiesett | kiesett | kiesett  |
| Wladimir Ribeiro                                               | 100 m pillangó         | 57,25    | 2.       | 32.      | kiesett | kiesett | kiesett | kiesett  |
| Eduardo Poli                                                   | 100 m pillangó         | 56,37    | 4.       | 26.      | kiesett | kiesett | kiesett | kiesett  |
| Eduardo Poli                                                   | 200 m pillangó         | 2:06,15  | 8.       | 34.      | kiesett | kiesett | kiesett | kiesett  |
| Cicero Torteli                                                 | 100 m mell             | 1:05,50  | 7.       | 37.      | kiesett | kiesett | kiesett | kiesett  |
| Cicero Torteli                                                 | 200 m mell             | 2:28,82  | 5.       | 44.      | kiesett | kiesett | kiesett | kiesett  |
| Emanuel Fortes Cristiano Michelena Jorge Fernandes Júlio López | 4 × 100 m gyorsváltó   | 3:28,17  | 4.       | 12.      | kiesett | kiesett | kiesett | kiesett  |
| Cristiano Michelena Jorge Fernandes Emanuel Fortes Júlio López | 4 × 200 m gyorsváltó   | 7:32,11  | 5.       | 10.      | kiesett | kiesett | kiesett | kiesett  |
| Rogério Romero Cicero Torteli Eduardo Poli Emanuel Fortes      | 4 × 100 m vegyes váltó | 3:53,21  | 6.       | 18.      | kiesett | kiesett | kiesett | kiesett  |

Női
| Versenyző                                                      | Versenyszám          | Előfutam | Előfutam | Előfutam | Döntő   | Döntő   | Döntő   | Helyezés |
| Versenyző                                                      | Versenyszám          | Idő      | Hely.    | Össz.    | Típus   | Idő     | Hely.   | Helyezés |
| -------------------------------------------------------------- | -------------------- | -------- | -------- | -------- | ------- | ------- | ------- | -------- |
| Monica Rezende                                                 | 50 m gyors           | 27,44    | 1.       | 31.      | kiesett | kiesett | kiesett | kiesett  |
| Adriana Pereira                                                | 50 m gyors           | 26,56    | 2.       | 17.*     | kiesett | kiesett | kiesett | kiesett  |
| Adriana Pereira                                                | 100 m gyors          | 58,53    | 2.       | 34.      | kiesett | kiesett | kiesett | kiesett  |
| Isabelle Vieira                                                | 100 m gyors          | 59,15    | 5.       | 37.      | kiesett | kiesett | kiesett | kiesett  |
| Patricia Amorim                                                | 200 m gyors          | 2:04,74  | 2.       | 25.      | kiesett | kiesett | kiesett | kiesett  |
| Patricia Amorim                                                | 400 m gyors          | 4:19,64  | 3.       | 24.      | kiesett | kiesett | kiesett | kiesett  |
| Patricia Amorim                                                | 800 m gyors          | 8:51,95  | 1.       | 21.      | kiesett | kiesett | kiesett | kiesett  |
| Adriana Pereira Monica Rezende Patricia Amorim Isabelle Vieira | 4 × 100 m gyorsváltó | 3:56,29  | 6.       | 11.      | kiesett | kiesett | kiesett | kiesett  |

## Vitorlázás
Férfi
| Versenyző                       | Versenyszám    | Futam  | Futam  | Futam  | Futam | Futam | Futam | Futam | Pontszám | Helyezés |
| Versenyző                       | Versenyszám    | 1      | 2      | 3      | 4     | 5     | 6     | 7     | Pontszám | Helyezés |
| ------------------------------- | -------------- | ------ | ------ | ------ | ----- | ----- | ----- | ----- | -------- | -------- |
| George Rebello                  | Divízió II     | 19,0   | (29,0) | 29,0   | 15,0  | 19,0  | 19,0  | 23,0  | 124,0    | 16.      |
| Bernardo Arndt Carlos Wanderley | 470-es osztály | 13,0   | 15,0   | (36,0) | 25,0  | 11,7  | 19,0  | 0,0   | 83,7     | 10.      |
| Jorge Zarif Neto                | Finn dingi     | (25,0) | 23,0   | 24,0   | 22,0  | 21,0* | 17,0  | 19,0  | 126,0    | 19.      |

* - bírók által adott pontszám
Női
| Versenyző                      | Versenyszám    | Futam | Futam  | Futam | Futam | Futam | Futam | Futam | Pontszám | Helyezés |
| Versenyző                      | Versenyszám    | 1     | 2      | 3     | 4     | 5     | 6     | 7     | Pontszám | Helyezés |
| ------------------------------ | -------------- | ----- | ------ | ----- | ----- | ----- | ----- | ----- | -------- | -------- |
| Cinthia Knoth Márcia Pellicano | 470-es osztály | 18,0  | (28,0) | 22,0  | 20,0  | 28,0  | 18,0  | 18,0  | 124,0    | 16.      |

Nyílt
| Versenyző                                                         | Versenyszám     | Futam  | Futam | Futam  | Futam | Futam  | Futam  | Futam | Pontszám | Helyezés |
| Versenyző                                                         | Versenyszám     | 1      | 2     | 3      | 4     | 5      | 6      | 7     | Pontszám | Helyezés |
| ----------------------------------------------------------------- | --------------- | ------ | ----- | ------ | ----- | ------ | ------ | ----- | -------- | -------- |
| Nelson Falcão Torben Grael                                        | Csillaghajó     | 0,0    | 13,0  | 3,0    | 17,0  | 3,0    | (28,0) | 14,0  | 50,0     |          |
| Clinio Freitas Lars Grael                                         | Tornádó         | (14,0) | 0,0   | 11,7   | 5,7   | 5,7    | 14,0   | 3,0   | 40,1     |          |
| Christoph Bergmann José Augusto Dias José Paulo Dias Daniel Adler | Soling          | 5,7    | 11,7  | (27,0) | 10,0  | 17,0   | 15,0   | 8,0   | 67,4     | 5.       |
| Alan Adler Marcus Temke                                           | Repülő hollandi | 8,0    | 5,7   | 11,7   | 19,0  | (29,0) | 15,0   | 17,0  | 76,4     | 7.       |

## Vívás
Férfi
| Versenyző                                                     | Versenyszám       | Selejtező | Selejtező | Selejtező | Selejtező | Selejtező | Selejtező | Főtábla                   | Főtábla           | Főtábla           | Vigaszág                    | Vigaszág          | Vigaszág          | Vigaszág          | Negyeddöntő       | Elődöntő          | Döntő             | Helyezés |
| Versenyző                                                     | Versenyszám       | 1. kör | 1. kör    | 2. kör | 2. kör    | 3. kör | 3. kör    | 1. kör                    | 2. kör            | 3. kör            | 1. kör                      | 2. kör            | 3. kör            | 4. kör            | Negyeddöntő       | Elődöntő          | Döntő             | Helyezés |
| Versenyző                                                     | Versenyszám       | Ellenfél Eredmény | Hely.     | Ellenfél Eredmény | Hely.     | Ellenfél Eredmény | Hely.     | Ellenfél Eredmény         | Ellenfél Eredmény | Ellenfél Eredmény | Ellenfél Eredmény           | Ellenfél Eredmény | Ellenfél Eredmény | Ellenfél Eredmény | Ellenfél Eredmény | Ellenfél Eredmény | Ellenfél Eredmény | Helyezés |
| ------------------------------------------------------------- | ----------------- | --- | --------- | --- | --------- | --- | --------- | ------------------------- | ----------------- | ----------------- | --------------------------- | ----------------- | ----------------- | ----------------- | ----------------- | ----------------- | ----------------- | -------- |
| Antônio Machado                                               | Tőr, egyéni       | 9. csoport · Cseng Ming-hsziang (Yan Wing-Shean) (TPE) · 5–4 · Szekeres Pál (HUN) · 5–4 · Kim Szungphjo (Kim Seung-Pyo) (KOR) · 1–5 · Donnie McKenzie (GBR) · 2–5 · Borisz Koreckij (URS) · 1–5 ·                | 5.        | kiesett | kiesett   | kiesett | kiesett   | kiesett                   | kiesett           | kiesett           | kiesett                     | kiesett           | kiesett           | kiesett           | kiesett           | kiesett           | kiesett           | 51.      |
| Antônio Machado                                               | Párbajtőr, egyéni | 4. csoport · Robert Davidson (AUS) · 3–5 · Cseng Ming-hsziang (Yan Wing-Shean) (TPE) · 5–0 · Otto Drakenberg (SWE) · 5–2 · Andrej Suvalov (URS) · 3–5                                                            | 3.        | 6. csoport · I Szanggi (Lee Sang-gi) (KOR) · 5–3 · Juan Miguel Paz (COL) · 5–3 · Vlagyimir Reznyicsenko (URS) · 4–5 · Patrice Gaille (SUI) · 2–5 | 3.        | 2. csoport · John Llewellyn (GBR) · 3–5 · Joaquin Pinto (COL) · 5–2 · Stéphane Ganeff (NED) · 5–2 · Witold Gadomski (POL) · 4–5 · Torsten Kühnemund (GDR) · 2–5 | 3.        | Arnd Schmitt (FRG) · 9–10 |                   |                   | Székely Zoltán (HUN) · 5–10 | kiesett           | kiesett           | kiesett           | kiesett           | kiesett           | kiesett           | 30.      |
| Roberto Lazzarini                                             | Tőr, egyéni       | 7. csoport · Alkindi (INA) · 5–1 · Dave Littell (USA) · 0–5 · Jesús Esperanza (ESP) · 2–5 · Bill Gosbee (GBR) · 1–5 · Aljakszandr Ramanykov (URS) · 3–5                                                          | 5.        | kiesett | kiesett   | kiesett | kiesett   | kiesett                   | kiesett           | kiesett           | kiesett                     | kiesett           | kiesett           | kiesett           | kiesett           | kiesett           | kiesett           | 54.      |
| Roberto Lazzarini                                             | Párbajtőr, egyéni | 2. csoport · Óscar Pinto (POR) · 5–2 · Stéphane Ganeff (NED) · 5–1 · André Kuhn (SUI) · 5–1 · Sandro Cuomo (ITA) · 3–5                                                                                           | 2.        | 11. csoport · Chan Khaj-száng (Chan Kai Sang) (HKG) · 5–2 · Mihajlo Tisko (URS) · 2–5 · Jerri Bergström (SWE) · 2–5 · Kolczonay Ernő (HUN) · 1–5 | 4.        | 3. csoport · Péter Vánky (SWE) · 5–4 · Uwe Proske (GDR) · 4–5 · Vlagyimir Reznyicsenko (URS) · 2–5 · Stefan Joos (BEL) · 1–5 · Éric Srecki (FRA) · 2–5          | 6.        | kiesett                   | kiesett           | kiesett           | kiesett                     | kiesett           | kiesett           | kiesett           | kiesett           | kiesett           | kiesett           | 42.      |
| Douglas Fonseca                                               | Tőr, egyéni       | 1. csoport · Sergio Turiace (ARG) · 4–5 · Eric Strand (SWE) · 4–5 · Abdel Monem El-Husseini (EGY) · 2–5 · Matthias Gey (FRG) · 1–5                                                                               | 5.        | kiesett | kiesett   | kiesett | kiesett   | kiesett                   | kiesett           | kiesett           | kiesett                     | kiesett           | kiesett           | kiesett           | kiesett           | kiesett           | kiesett           | 59.      |
| Douglas Fonseca                                               | Párbajtőr, egyéni | 14. csoport · Alain Côté (CAN) · 4–5 · Ahmed Al-Doseri (BRN) · 5–3 · Ángel Fernández (ESP) · 5–3 · Ma Cse (Ma Zhi) (CHN) · 5–5 · Torsten Kühnemund (GDR) · 4–5                                                   | 3.        | 3. csoport · Hugh Kernohan (GBR) · 5–3 · Sandro Cuomo (ITA) · 2–5 · Arwin Kardolus (NED) · 2–5 · Witold Gadomski (POL) · 4–5                     | 4.        | 7. csoport · Ma Cse (Ma Zhi) (CHN) · 5–4 · Martin Brill (NZL) · 5–4 · Patrice Gaille (SUI) · 4–5 · Michel Dessureault (CAN) · 1–5 · Angelo Mazzoni (ITA) · 0–5  | 5.        | kiesett                   | kiesett           | kiesett           | kiesett                     | kiesett           | kiesett           | kiesett           | kiesett           | kiesett           | kiesett           | 35.      |
| Régis Avila                                                   | Kard, egyéni      | 2. csoport · Mike Lofton (USA) · 0–5 · Jean-Marie Banos (CAN) · 0–5 · Cseng Csao-kang (Zheng Zhaokang) (CHN) · 1–5 · Pierre Guichot (FRA) · 3–5 · Heorhij Pohoszov (URS) · 0–5 · Hriszto Etropolszki (BUL) · 0–5 | 7.        | kiesett | kiesett   | kiesett | kiesett   | kiesett                   | kiesett           |                   | kiesett                     | kiesett           |                   |                   | kiesett           | kiesett           | kiesett           | 40.      |
| Régis Avila Douglas Fonseca Roberto Lazzarini Antônio Machado | Párbajtőr, csapat | 1. csoport · NSZK (FRG) · 3–9 · Egyesült Államok (USA) · 1–9 | 3.        | |           | |           | kiesett                   |                   |                   |                             |                   |                   |                   | kiesett           | kiesett           | kiesett           | 15.      |